# Nancy Dussault
Nancy Dussault (Pensacola, 30 de junho de 1936) é um atriz e cantora estadunidense. Ela é mais conhecida por seu papel na comédia Too Close for Comfort (1980–1987). Em uma carreira de mais de meio século, Dussault recebeu duas indicações ao Tony Award.